# Kazimierz Jaroszewicz (1882–1956)
Kazimierz Jaroszewicz (ur. 1882 w Demówce, zm. 1 marca 1956) – polski żołnierz, urzędnik.

## Życiorys
Urodził się w 1882 w Demówce. Był synem Józefa i Julii z domu Lewińskiej. Miał siostry Julię (1888 lub 1889-1956) i Jadwigę (1893-1986).
Przed 1914 zdobył zawód agronoma. Po wybuchu I wojny światowej wstąpił do oddziałów strzeleckich 5 sierpnia 1914. W szeregach Legionów Polskich był żołnierzem 2 kompanii II batalionu 1 pułku piechoty w składzie I Brygady. Po odzyskaniu przez Polskę niepodległości był żołnierzem Wojska Polskiego. Zakończył służbę w stopniu porucznika po Bitwie Warszawskiej z sierpnia 1920 w czasie wojny polsko-bolszewickiej. Według relacji syna był kawalerzystą.
W okresie międzywojennym pracował w charakterze urzędnika w instytucjach. Zarządzeniem prezydenta RP Ignacego Mościckiego został odznaczony Krzyżem Niepodległości za pracę w dziele odzyskania niepodległości (w 1932 lub 1933).
Po wybuchu II wojny światowej około 3 września 1939 ewakuował rodzinę do krewnych w Brwinowie pod Warszawą, po czym wrócił do stolicy, aby pomagać wojsku. Po kapitulacji od października 1939 ponownie mieszkał z rodziną przy ul. Zana w Warszawie. Podjął pracę w opiece społecznej. Wskutek głodu wyjechał z rodziną poza Warszawę na wieś, gdzie dysponując wykształceniem instruktora budowlanego pracował. Przebywał z bliskimi we wsi Karczmiska, potem w Życzynie, łącznie od około 1940-1941 przez okres od około 1,5 roku do 2 lat. Około 1943 ponownie wrócił z bliskimi do Warszawy i zamieszkiwał z nimi u swojej siostry Julii Świtalskiej. Po upadku powstania warszawskiego w 1944 wyszedł z miasta wraz z ludnością cywilną. Zamieszkiwał potem w Pułtusku i w Przasnyszu.
Miał syna Macieja (ur. 1929), uczestnika powstania warszawskiego, inżyniera i nauczyciela oraz córkę Zofię (zginęła w tym powstaniu w 1944). Zmarł 1 marca 1956 i został pochowany na cmentarzu parafialnym w Otwocku.